# Diospyros pubescens
Diospyros pubescens là một loài thực vật có hoa trong họ Thị. Loài này được Pers. mô tả khoa học đầu tiên năm 1807.